# Conjectura de proteção cronológica
A conjectura de proteção cronológica é uma conjectura proposta pelo físico Stephen Hawking. Trata-se de uma suposta lei física que impediria absurdos como o paradoxo do avô, que eliminaria a clara relação de causa e efeito existente no Universo.

## Antecedentes
A teoria de Albert Einstein sugere que a presença de matéria e energia em um dado local produz uma curva na geometria do espaço e do tempo, encurtando-os ou esticando-os. Essa curvatura existe numa quarta dimensão, que não se pode observar diretamente, mas que pode ser inferida por meio de cálculos matemáticos.

## Origem do termo
Em um artigo de 1992, Stephen Hawking usa o dispositivo metafórico de uma " Agência de Proteção Cronológica " como uma personificação dos aspectos da física que tornam impossível o tempo de viagem nas escalas macroscópicas, aparentemente impedindo os paradoxos do tempo. Hawking afirmou: "Parece que há uma agencia de proteção cronológica que previne o aparecimento de CTC's e faz do universo um lugar seguro para historiadores".